# 仝小林
仝小林（1956年1月—），吉林省吉林市人，中国医学家，中国中医科学院广安门医院原副院长，专业特长为糖尿病及其并发症、甲亢、甲减等。2019年当选为中国科学院院士。

## 生平
1982年毕业于长春中医学院，获学士学位。1985年毕业于皖南医学院，获硕士学位。1988年毕业于南京中医药大学，获博士学位。